# Tête de Vautisse
La tête de Vautisse est un sommet du massif des Écrins situé dans les Hautes-Alpes.
En 1958, la tête de Vautisse fut envisagée comme site d'essais nucléaires.

## Géographie
La tête de Vautisse est un sommet de 3 156 m d'altitude situé sur la limite du parc national des Écrins et qui marque la séparation des communes de Châteauroux-les-Alpes, Réotier et Champcella.